# Número de Ruark
En mecánica de fluidos, el número de Ruark es un número adimensional. Es el inverso del número de Euler y, por lo tanto, evalúa la relación que existe entre las densidades energéticas debidas a las fuerzas de inercia y las debidas a las de presión, por unidad de volumen del fluido.

## Simbología
| Símbolo                       | Nombre                           | Unidad  |
| ----------------------------- | -------------------------------- | ------- |
| {\displaystyle \mathrm {Ru} } | Número de Ruark                  |         |
| {\displaystyle L}             | Longitud                         | m       |
| {\displaystyle d}             | Dimensión de sección transversal | m       |
| {\displaystyle m}             | Masa                             | kg      |
| {\displaystyle p}             | Presión                          | Pa      |
| {\displaystyle u}             | Velocidad                        | m / s   |
| {\displaystyle \rho }         | Densidad                         | kg / m3 |

## Descripción
Se define de la forma siguiente:
{\displaystyle \mathrm {Ru} ={\frac {\text{Fuerzas inerciales}}{\text{Fuerzas de presión}}}}
|              | 1                                                                    | 2                                                       |
| ------------ | -------------------------------------------------------------------- | ------------------------------------------------------- |
| Ecuaciones   | {\displaystyle \mathrm {Ru} ={\frac {m\ u\ (u/L)}{p\ (d^{2})}}}      | {\displaystyle \rho ={\frac {m}{d^{2}\ L}}}             |
| Ordenando    | {\displaystyle \mathrm {Ru} ={\frac {[m\ /\ (d^{2}\ L)]\ u^{2}}{p}}} |                                                         |
| Sustituyendo | {\displaystyle \mathrm {Ru} ={\frac {\rho \ u^{2}}{p}}}              | {\displaystyle \mathrm {Ru} ={\frac {\rho \ u^{2}}{p}}} |

{\displaystyle \mathrm {Ru} ={\frac {\rho \ u^{2}}{p}}}